# Типографский пункт
Типогра́фский пункт (нем. Punkt — точка) — единица измерения кегля шрифта. Один пункт равен 1⁄12 высоты шрифта цицеро. Также пункт равен 1⁄12 англ. pica и 1⁄48 квадрата. Во входящих в Таможенный союз странах СНГ[уточнить] пункт исчисляется по типометрической системе Дидо, в которой 1 пункт равен 0,376 мм.
В программах компьютерной вёрстки широко используется введённый компанией Adobe пункт, приравненный к 1⁄72 дюйма, то есть 25,4⁄72 мм = 0,3528 мм.

## История

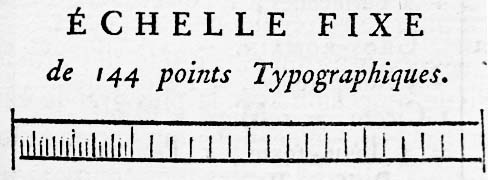
Шкала Фурнье. Manuel Typographique, Barbou, Paris, 1764

В 1737 году французский типограф Пьер-Симон Фурнье (фр. Fournier) опубликовал брошюру, озаглавленную «Tables des Proportions qu’il faut observer entre les caractères», в которой предложил в качестве основной единицы для установления размеров шрифта использовать единицу измерения «типографский пункт», которая равна 1⁄12 распространённого шрифта цицеро. Фурнье дал размеры шрифтов в парижских дюймах, а парижский дюйм был равен 1⁄12 парижского фута (30,01 см). Таким образом, 1 пункт в системе Фурнье равен 0,3473 мм. Для измерения шрифта Фурнье предложил использовать напечатанную на бумаге размерную линейку (см. рис.), но идея у типографов поддержки не нашла, поскольку бумага со временем высыхала, и линейка становилась короче.
В 1770 году парижский типограф Франсуа Амбруаз Дидо ввёл новую меру, которая затем была названа нормальной. Дидо взял за основу королевскую стопу (фут) размером 32,48 см. По этому эталону дюйм (1⁄12 фута) равен 2,706 см, и отсюда пункт 1⁄72 дюйма равен 0,3759 мм. Система Дидо была принята сначала во многих европейских странах, в том числе и в России.
В 1878 году английский типограф Нельсон Хоукс определил, что цицеро составляет 1⁄6 дюйма. Однако, в Соединенных Штатах в то время было установлено, что 83 цицеро равны 35 сантиметрам. Отсюда 1 пункт получался равным 0,3514 мм (1⁄72,27 дюйма). Эта система измерения шрифтов (система Хоукса) стала использоваться в Англии и США.
В 1930-x годах в Советском Союзе пытались внедрить метрический размер шрифтов и других наборных материалов. По замыслу авторов реформы, вместо пункта Дидо следовало использовать пункт размером 0,375 мм. Таким образом, размеры кегля шрифта легко было выразить в миллиметрах. Например, 8 пунктов — это 3 мм, 12 пунктов — 4,5 мм. Для предотвращения смешения старого и нового наборного материала предполагалось отливать литеры с двумя-тремя сигнатурами (канавками на подножке литеры). Окончательная замена шрифтов на метрические была запланирована на 1942 год, однако успеха реформа не имела.
В конце 1980-х годов американской компанией Adobe был разработан язык описания страниц PostScript, в котором 1 пункт равен 1⁄72 доле от английского дюйма (25,4 мм), то есть 0,352(7) мм. С тех пор измерение шрифтов по системе Adobe PostScript используется во всех компьютерных программах вёрстки и дизайна по умолчанию. Иногда пункты, указанные в такой системе, называют по́йнтами (англ. point — точка), чтобы их можно было отличить от пунктов системы Дидо.